# Bistum Holguín
Das Bistum Holguín (lateinisch Dioecesis Holguinensis, spanisch Diócesis de Holguín) mit Sitz in Holguín gehört gemeinsam mit den kubanischen Diözesen Guantánamo-Baracoa und Santísimo Salvador de Bayamo y Manzanillo zur römisch-katholischen Kirchenprovinz Santiago de Cuba.
Papst Johannes Paul II. errichtete das Bistum am 8. Januar 1979 und ernannte gleichzeitig Héctor Luis Lucas Peña Gómez zum ersten Bischof, dessen Rücktrittsgesuch aus Altersgründen Papst Benedikt XVI. am 14. November 2005 annahm. Sein Nachfolger ist Emilio Aranguren Echeverría, der zuvor Bischof von Cienfuegos war.

## Weblinks

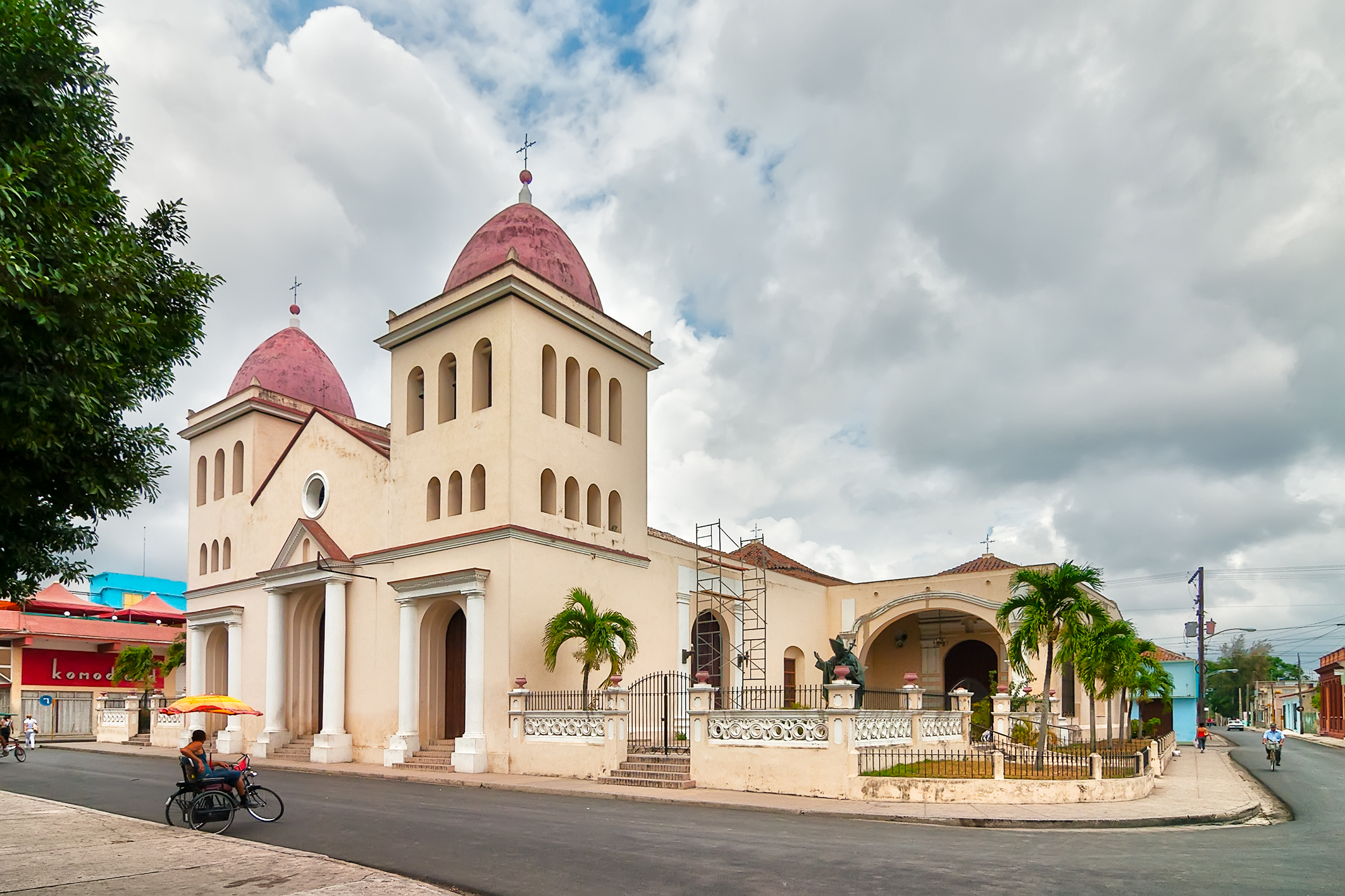
Kathedrale St. Isidor in Holguín